# Albert Knapp
Albert Knapp, född den 25 juli 1798 i Tübingen, död den 18 juni 1864 i Stuttgart, var en tysk religiös skald. Han var far till Joseph Nathanael Knapp och farfar till Paul Knapp.
Knapp, som var luthersk kyrkoherde vid Leonhardskyrkan i Stuttgart, tillhörde den schwabiska skolan. Hans dikter är tankerika, fulla av fantasi och varm känsla samt har en ren sångbar form och förenar kristen livsåskådning och ädel humanitet. År 1829 utkom Knapps Christliche Gedichte (tredje upplagan 1843), följd av samlingarna Neue Gedichte (1834) och Herbstblüthen ((1859) samt de historiska diktcyklerna Hohenstaufen (1839) och Bilder der Vorwelt (1862). Knapp redigerade 1833–1853 kalendern "Christoterpe". Hans samlade prosaskrifter utgavs 1870–1875 i två band. Till hymnologin lämnade Knapp ett värdefullt bidrag genom samlingen Evangelischer Liederschatz für Kirche und Haus (1837; senaste upplaga 1891), med över 3 000 evangeliska sånger. Han levnadstecknades av sonen Joseph Nathanael Knapp (1867) och av Karl von Gerok (1881).